# أندرو غيلمور
أندرو غيلمور هو سياسي كندي، ولد في 2 مارس 1875، وتوفي في 25 يوليو 1938. نشط حزبياً في الرابطة التقدمية المحافظة في ألبرتا ‏. وقد انتخب عضو الجمعية التشريعية في ألبرتا ‏.